# Dick LeBeau
Charles Richard LeBeau (London, Ohio, 9 de septiembre de 1937), más conocido como Dick LeBeau, es un exjugador profesional estadounidense de fútbol americano que se desempeñó en la posición de cornerback en la National Football League (NFL). Es miembro del Salón de la Fama del Fútbol Americano Profesional.

## Carrera
LeBeau jugó como profesional catorce temporadas en Detroit Lions (1959-1972), equipo en el que se retiró.

## Reconocimiento
El 7 de agosto de 2010, ingresó como miembro al Salón de la Fama del Fútbol Americano Profesional.